# لیگ اروپا ۲۵–۲۰۲۴
لیگ اروپا ۲۵–۲۰۲۴ پنجاه و چهارمین دوره از مسابقات لیگ اروپا به عنوان دومین لیگ معتبر اروپا است که توسط یوفا برگزار می شود و شانزدهمین فصل بعد از تغییر نام آن از جام یوفا به لیگ اروپا است. این اولین فصل لیگ اروپا خواهد بود که با فرمت جدید برگزار می شود.
فینال در ۲۱ مه ۲۰۲۵ (۳۱ اردیبهشت ۱۴۰۴) در ورزشگاه سن مامس در بیلبائو اسپانیا برگزار شد. تاتنهام هاتسپر توانست با شکست منچستر یونایتد برای سومین به قهرمانی در لیگ اروپا برسد وبه طور خودکار  سهمیه لیگ قهرمانان اروپا ۲۶-۲۰۲۵کسب کرد  و حق بازی در برابر برندگان لیگ قهرمانان اروپا ۲۵-۲۰۲۴ در سوپر جام یوفا ۲۰۲۵ را کسب کرد.

## سهمیه‌بندی فدراسیون‌ها
در مجموع ۷۷ تیم از ۳۲ الی ۴۷ فدراسیون از ۵۵ عضو یوفا در لیگ اروپا ۲۵–۲۰۲۴ شرکت می‌کنند. در این میان، ۳۲ فدراسیون دارای تیم هایی هستند که مستقیماً به لیگ اروپا راه پیدا می کنند، در حالی که حداکثر ۱۵ فدراسیونی که هیچ تیمی مستقیماً جواز حضور ندارند، ممکن است پس از انتقال از لیگ قهرمانان، تیم هایی داشته باشند که بازی می کنند. از ضریب یوفا برای رتبه‌بندی فدراسیون کشورها استفاده می‌شود تا تعداد تیم‌های شرکت کننده از هر فدراسیون مشخص شود:

## تیم‌ها
| دور ورودی         | دور ورودی         | تیم‌ها                       | تیم‌ها                            | تیم‌ها                          | تیم‌ها                             |
| ----------------- | ----------------- | --------------------------- | -------------------------------- | ------------------------------ | --------------------------------- |
| مرحله گروهی       | مرحله گروهی       | Olympiacos (UECL)           | Manchester United (CW)           | Tottenham Hotspur (5th)        | Athletic Bilbao (CW)              |
| مرحله گروهی       | مرحله گروهی       | Real Sociedad (6th)         | Eintracht Frankfurt (6th)        | TSG Hoffenheim (7th)           | Roma (6th)                        |
| مرحله گروهی       | مرحله گروهی       | Lazio (7th)                 | Nice (5th)                       | Lyon (6th)                     | AZ (4th)                          |
| مرحله گروهی       | مرحله گروهی       | Porto (CW)                  | Galatasaray (UCL CH PO)          | Bodø/Glimt (UCL CH PO)         | Midtjylland (UCL CH PO)           |
| مرحله گروهی       | مرحله گروهی       | Malmö FF (UCL CH PO)        | Qarabağ (UCL CH PO)              | Dynamo Kyiv (UCL LP PO)        | Slavia Prague (UCL LP PO)         |
| مرحله گروهی       | مرحله گروهی       | Twente (UCL LP Q3)          | Union Saint-Gilloise (UCL LP Q3) | Rangers (UCL LP Q3)            | Fenerbahçe (UCL LP Q3)            |
|                   |                   |                             |                                  |                                |                                   |
| مرحله پلی آف      | مرحله پلی آف      | Anderlecht (3rd)            | Heart of Midlothian (3rd)        | LASK (3rd)                     | TSC (3rd)                         |
| مرحله پلی آف      | مرحله پلی آف      | Beşiktaş (CW)               | PAOK (UCL CH Q3)                 | APOEL (UCL CH Q3)              | Jagiellonia Białystok (UCL CH Q3) |
| مرحله پلی آف      | مرحله پلی آف      | Ferencváros (UCL CH Q3)     | FCSB (UCL CH Q3)                 | Ludogorets Razgrad (UCL CH Q3) |                                   |
|                   |                   |                             |                                  |                                |                                   |
| مرحله سوم انتخابی | CH                | مکابی تل آویو (UCL CH Q2)   | Celje (UCL CH Q2)                | Petrocub Hîncești (UCL CH Q2)  | RFS (UCL CH Q2)                   |
| مرحله سوم انتخابی | CH                | Shamrock Rovers (UCL CH Q2) | Panevėžys (UCL CH Q2)            | Dinamo Minsk (UCL CH Q2)       | Borac Banja Luka (UCL CH Q2)      |
| مرحله سوم انتخابی | CH                | KÍ (UCL CH Q2)              | The New Saints (UCL CH Q2)       | Lincoln Red Imps (UCL CH Q2)   | UE Santa Coloma (UCL CH Q2)       |
| مرحله سوم انتخابی | MP                | Servette (CW)               | Kryvbas Kryvyi Rih (3rd)         | Viktoria Plzeň (3rd)           | Partizan (UCL LP Q2)              |
| مرحله سوم انتخابی | MP                | Lugano (UCL LP Q2)          |                                  |                                |                                   |
|                   |                   |                             |                                  |                                |                                   |
| مرحله دوم انتخابی | مرحله دوم انتخابی | Ajax (5th)                  | Braga (4th)                      | Cercle Brugge (4th)            | Kilmarnock (4th)                  |
| مرحله دوم انتخابی | مرحله دوم انتخابی | Rapid Wien (4th)            | Vojvodina (4th)                  | Trabzonspor (3rd)              | Molde (CW)                        |
| مرحله دوم انتخابی | مرحله دوم انتخابی | Silkeborg (CW)              | Rijeka (2nd)                     | Panathinaikos (CW)             | مکابی پتخ تیکوا (CW)              |
|                   |                   |                             |                                  |                                |                                   |
| مرحله اول انتخابی | مرحله اول انتخابی | Pafos (CW)                  | IF Elfsborg (2nd)                | Wisła Kraków (CW)              | Paks (CW)                         |
| مرحله اول انتخابی | مرحله اول انتخابی | Corvinul Hunedoara (CW)     | Botev Plovdiv (CW)               | Ružomberok (CW)                | Zira (2nd)                        |
| مرحله اول انتخابی | مرحله اول انتخابی | Tobol (CW)                  | Maribor (2nd)[Note SVN]          | Sheriff Tiraspol (2nd)         | Llapi (2nd)                       |

## برنامه مسابقات
| مرحله       | دور             | تاریخ قرعه‌کشی                 | بازی رفت                                                  | بازی برگشت                                                |
| ----------- | --------------- | ----------------------------- | --------------------------------------------------------- | --------------------------------------------------------- |
| انتخابی     | دور اول انتخابی | ۱۸ ژوئن ۲۰۲۴ (۲۹ خرداد ۱۴۰۳)  | ۹ و ۱۰ جولای ۲۰۲۴ (۱۹ و ۲۰ تیر ۱۴۰۳)                      | ۱۶ و ۱۷ جولای ۲۰۲۴ (۲۶ و ۲۷ تیر ۱۴۰۳)                     |
| انتخابی     | دور دوم انتخابی | ۱۹ ژوئن ۲۰۲۴ (۳۰ خرداد ۱۴۰۳)  | ۲۳ و ۲۴ جولای ۲۰۲۴ (۲ و ۳ مرداد ۱۴۰۳)                     | ۳۰ و ۳۱ جولای ۲۰۲۴ (۹ و ۱۰ مرداد ۱۴۰۳)                    |
| انتخابی     | دور سوم انتخابی | ۲۲ جولای ۲۰۲۴ (۱ مرداد ۱۴۰۳)  | ۶ و ۷ آگوست ۲۰۲۴ (۱۶ و ۱۷ مرداد ۱۴۰۳)                     | ۱۳ آگوست ۲۰۲۴ (۲۳ مرداد ۱۴۰۳)                             |
| پلی‌آف       | دور پلی‌آف       | ۵ آگوست ۲۰۲۴ (۱۵ مرداد ۱۴۰۳)  | ۲۰ و ۲۱ آگوست ۲۰۲۴ (۳۰ و ۳۱ مرداد ۱۴۰۳)                   | ۲۷ و ۲۸ آگوست ۲۰۲۴ (۶ و ۷ شهریور ۱۴۰۳)                    |
| مرحله گروهی | هفته ۱          | ۳۰ آگوست ۲۰۲۴ (۹ شهریور ۱۴۰۳) | ۲۵ و ۲۶ سپتامبر ۲۰۲۴ (۴ و ۵ مهر ۱۴۰۳)                     | ۲۵ و ۲۶ سپتامبر ۲۰۲۴ (۴ و ۵ مهر ۱۴۰۳)                     |
| مرحله گروهی | هفته ۲          | ۳۰ آگوست ۲۰۲۴ (۹ شهریور ۱۴۰۳) | ۳ اکتبر ۲۰۲۴ (۱۲ مهر ۱۴۰۳)                                | ۳ اکتبر ۲۰۲۴ (۱۲ مهر ۱۴۰۳)                                |
| مرحله گروهی | هفته ۳          | ۳۰ آگوست ۲۰۲۴ (۹ شهریور ۱۴۰۳) | ۲۴ اکتبر ۲۰۲۴ (۳ آبان ۱۴۰۳)                               | ۲۴ اکتبر ۲۰۲۴ (۳ آبان ۱۴۰۳)                               |
| مرحله گروهی | هفته ۴          | ۳۰ آگوست ۲۰۲۴ (۹ شهریور ۱۴۰۳) | ۷ نوامبر ۲۰۲۴ (۱۷ آبان ۱۴۰۳)                              | ۷ نوامبر ۲۰۲۴ (۱۷ آبان ۱۴۰۳)                              |
| مرحله گروهی | هفته ۵          | ۳۰ آگوست ۲۰۲۴ (۹ شهریور ۱۴۰۳) | ۲۸ نوامبر ۲۰۲۴ (۸ آذر ۱۴۰۳)                               | ۲۸ نوامبر ۲۰۲۴ (۸ آذر ۱۴۰۳)                               |
| مرحله گروهی | هفته ۶          | ۳۰ آگوست ۲۰۲۴ (۹ شهریور ۱۴۰۳) | ۱۲ دسامبر ۲۰۲۴ (۲۲ آذر ۱۴۰۳)                              | ۱۲ دسامبر ۲۰۲۴ (۲۲ آذر ۱۴۰۳)                              |
| مرحله گروهی | هفته ۷          | ۳۰ آگوست ۲۰۲۴ (۹ شهریور ۱۴۰۳) | ۲۳ ژانویه ۲۰۲۵ (۴ بهمن ۱۴۰۳)                              | ۲۳ ژانویه ۲۰۲۵ (۴ بهمن ۱۴۰۳)                              |
| مرحله گروهی | هفته ۸          | ۳۰ آگوست ۲۰۲۴ (۹ شهریور ۱۴۰۳) | ۳۰ ژانویه ۲۰۲۵ (۱۱ بهمن ۱۴۰۳)                             | ۳۰ ژانویه ۲۰۲۵ (۱۱ بهمن ۱۴۰۳)                             |
| مرحله حذفی  | دور حذفی پلی‌آف  | ۳۱ ژانویه ۲۰۲۵ (۱۲ بهمن ۱۴۰۳) | ۱۳ فوریه ۲۰۲۵ (۲۵ بهمن ۱۴۰۳)                              | ۲۰ فوریه ۲۰۲۵ (۲ اسفند ۱۴۰۳)                              |
| مرحله حذفی  | یک‌هشتم نهایی    | ۲۱ فوریه ۲۰۲۵ (۳ اسفند ۱۴۰۳)  | ۶ مارس ۲۰۲۵ (۱۶ اسفند ۱۴۰۳)                               | ۱۳ مارس ۲۰۲۵ (۲۳ اسفند ۱۴۰۳)                              |
| مرحله حذفی  | یک‌چهارم‌ نهایی   | ۲۱ فوریه ۲۰۲۵ (۳ اسفند ۱۴۰۳)  | ۱۰ آوریل ۲۰۲۵ (۲۱ فروردین ۱۴۰۴)                           | ۱۷ آوریل ۲۰۲۵ (۲۸ فروردین ۱۴۰۴)                           |
| مرحله حذفی  | نیمه‌نهایی       | ۲۱ فوریه ۲۰۲۵ (۳ اسفند ۱۴۰۳)  | ۱ مه ۲۰۲۵ (۱۱ اردیبهشت ۱۴۰۴)                              | ۸ مه ۲۰۲۵ (۱۸ اردیبهشت ۱۴۰۴)                              |
| مرحله حذفی  | فینال           | ۲۱ فوریه ۲۰۲۵ (۳ اسفند ۱۴۰۳)  | ۲۱ مه ۲۰۲۵ (۳۱ اردیبهشت ۱۴۰۴) در ورزشگاه سن مامس، بیلبائو | ۲۱ مه ۲۰۲۵ (۳۱ اردیبهشت ۱۴۰۴) در ورزشگاه سن مامس، بیلبائو |

## مرحله لیگ
قرعه‌کشی مرحله گروهی رقابت‌های لیگ اروپا از ۳۰ آگوست ۲۰۲۴ (۹ شهریور ۱۴۰۳) ساعت ۱۴:۳۰ به وقت تهران در سالن گردهمایی گریمالدی در موناکو فرانسه برگزار شد. ۳۶ تیم به چهار سید ۹ تیمی هر کدام بر اساس ضریب باشگاهی یوفا تقسیم می شوند.
۳۶ تیم به صورت دستی قرعه کشی می شوند و سپس نرم افزار خودکار هشت حریف مختلف آنها را به صورت دیجیتالی به صورت تصادفی ترسیم می کند و مشخص می کند کدام یک از مسابقات آنها در خانه و کدام یک خارج از خانه برگزار می شود. هر تیم با دو حریف از هر چهار سید، یکی در خانه و دیگری در خارج از خانه روبرو خواهد شد. تیمهای یک کشور، در این مرحله مقابل هم قرار نمی گیرند و هر تیم، حداکثر با ۲ رقیب از یک کشور خاص رودررو می‌شود.
هشت تیم برتر جدول راهی مرحله یک هشتم نهایی خواهند شد. تیم‌هایی که از رتبه‌های نهم تا بیست و چهارم رتبه‌بندی شده‌اند، در مرحله پلی آف مرحله حذفی رقابت خواهند کرد و تیم‌هایی که از رتبه‌های نهم تا شانزدهم رتبه‌بندی شده‌اند برای قرعه‌کشی به رقابت خواهند پرداخت. تیم‌هایی که از رتبه‌های ۲۵ تا ۳۶ قرار دارند، از تمام رقابت‌ها حذف می‌شوند و به لیگ کنفرانس اروپا ۲۵–۲۰۲۴ دسترسی ندارند.

### جدول
| رتبه | تیم                | بازی | ب | م | با | گ ز | گ خ | تفاضل‌گل | امتیاز | راه‌یابی                |
| ---- | ------------------ | ---- | - | - | -- | --- | --- | ------- | ------ | ---------------------- |
| ۱    | لاتزیو             | ۰    | ۰ | ۰ | ۰  | ۰   | ۰   | ۰       | ۰      | راه یابی به مرحله حذفی |
| ۲    | اتلتیک بیلبائو     | ۰    | ۰ | ۰ | ۰  | ۰   | ۰   | ۰       | ۰      | راه یابی به مرحله حذفی |
| ۳    | منچستر یونایتد     | ۰    | ۰ | ۰ | ۰  | ۰   | ۰   | ۰       | ۰      | راه یابی به مرحله حذفی |
| ۴    | تاتنهام            | ۰    | ۰ | ۰ | ۰  | ۰   | ۰   | ۰       | ۰      | راه یابی به مرحله حذفی |
| ۵    | آینتراخت فرانکفورت | ۰    | ۰ | ۰ | ۰  | ۰   | ۰   | ۰       | ۰      | راه یابی به مرحله حذفی |
| ۶    | لیون               | ۰    | ۰ | ۰ | ۰  | ۰   | ۰   | ۰       | ۰      | راه یابی به مرحله حذفی |
| ۷    | المپیاکوس          | ۰    | ۰ | ۰ | ۰  | ۰   | ۰   | ۰       | ۰      | راه یابی به مرحله حذفی |
| ۸    | رنجرز              | ۰    | ۰ | ۰ | ۰  | ۰   | ۰   | ۰       | ۰      | راه یابی به مرحله حذفی |
| ۹    | بوده               | ۰    | ۰ | ۰ | ۰  | ۰   | ۰   | ۰       | ۰      | حضور در مرحله پلی آف   |
| ۱۰   | اندرلشت            | ۰    | ۰ | ۰ | ۰  | ۰   | ۰   | ۰       | ۰      | حضور در مرحله پلی آف   |
| ۱۱   | اف‌سی‌اس‌بی           | ۰    | ۰ | ۰ | ۰  | ۰   | ۰   | ۰       | ۰      | حضور در مرحله پلی آف   |
| ۱۲   | آژاکس              | ۰    | ۰ | ۰ | ۰  | ۰   | ۰   | ۰       | ۰      | حضور در مرحله پلی آف   |
| ۱۳   | رئال سوسیداد       | ۰    | ۰ | ۰ | ۰  | ۰   | ۰   | ۰       | ۰      | حضور در مرحله پلی آف   |
| ۱۴   | گالاتاسرای         | ۰    | ۰ | ۰ | ۰  | ۰   | ۰   | ۰       | ۰      | حضور در مرحله پلی آف   |
| ۱۵   | رم                 | ۰    | ۰ | ۰ | ۰  | ۰   | ۰   | ۰       | ۰      | حضور در مرحله پلی آف   |
| ۱۶   | ویکتوریا پلزن      | ۰    | ۰ | ۰ | ۰  | ۰   | ۰   | ۰       | ۰      | حضور در مرحله پلی آف   |
| ۱۷   | فرنتس‌واروش         | ۰    | ۰ | ۰ | ۰  | ۰   | ۰   | ۰       | ۰      | حضور در مرحله پلی آف   |
| ۱۸   | پورتو              | ۰    | ۰ | ۰ | ۰  | ۰   | ۰   | ۰       | ۰      | حضور در مرحله پلی آف   |
| ۱۹   | آلکمار             | ۰    | ۰ | ۰ | ۰  | ۰   | ۰   | ۰       | ۰      | حضور در مرحله پلی آف   |
| ۲۰   | میتیلند            | ۰    | ۰ | ۰ | ۰  | ۰   | ۰   | ۰       | ۰      | حضور در مرحله پلی آف   |
| ۲۱   | سن ژیلواز          | ۰    | ۰ | ۰ | ۰  | ۰   | ۰   | ۰       | ۰      | حضور در مرحله پلی آف   |
| ۲۲   | پائوک              | ۰    | ۰ | ۰ | ۰  | ۰   | ۰   | ۰       | ۰      | حضور در مرحله پلی آف   |
| ۲۳   | توئنته             | ۰    | ۰ | ۰ | ۰  | ۰   | ۰   | ۰       | ۰      | حضور در مرحله پلی آف   |
| ۲۴   | فنرباغچه           | ۰    | ۰ | ۰ | ۰  | ۰   | ۰   | ۰       | ۰      | حضور در مرحله پلی آف   |
| ۲۵   | براگا              | ۰    | ۰ | ۰ | ۰  | ۰   | ۰   | ۰       | ۰      |                        |
| ۲۶   | الفسبورگ           | ۰    | ۰ | ۰ | ۰  | ۰   | ۰   | ۰       | ۰      |                        |
| ۲۷   | هوفنهایم           | ۰    | ۰ | ۰ | ۰  | ۰   | ۰   | ۰       | ۰      |                        |
| ۲۸   | بشیکتاش            | ۰    | ۰ | ۰ | ۰  | ۰   | ۰   | ۰       | ۰      |                        |
| ۲۹   | مکابی تل آویو      | ۰    | ۰ | ۰ | ۰  | ۰   | ۰   | ۰       | ۰      |                        |
| ۳۰   | اسلاویا پراگ       | ۰    | ۰ | ۰ | ۰  | ۰   | ۰   | ۰       | ۰      |                        |
| ۳۱   | مالمو              | ۰    | ۰ | ۰ | ۰  | ۰   | ۰   | ۰       | ۰      |                        |
| ۳۲   | آراف‌اس             | ۰    | ۰ | ۰ | ۰  | ۰   | ۰   | ۰       | ۰      |                        |
| ۳۳   | لودوگورتس رازگراد  | ۰    | ۰ | ۰ | ۰  | ۰   | ۰   | ۰       | ۰      |                        |
| ۳۴   | دینامو کیف         | ۰    | ۰ | ۰ | ۰  | ۰   | ۰   | ۰       | ۰      |                        |
| ۳۵   | نیس                | ۰    | ۰ | ۰ | ۰  | ۰   | ۰   | ۰       | ۰      |                        |
| ۳۶   | قره‌باغ             | ۰    | ۰ | ۰ | ۰  | ۰   | ۰   | ۰       | ۰      |                        |